# Sanxing, Chongqing
Sanxing (kinesiska: 三星) är en socken i sydvästra Kina. Den ligger i Shizhu härad i storstadsområdet Chongqing, omkring 150 kilometer öster om det centrala stadsdistriktet Yuzhong. Antalet invånare är 7 725. Befolkningen består av 3 765 kvinnor och 3 960 män. Barn under 15 år utgör 24,0 %, vuxna 15-64 år 56 %, och äldre över 65 år 18,0 %.